# Karol Pollak
Karol Franciszek Pollak (15. listopadu 1859, Sanok – 17. prosince 1928, Krakovská Bělá) byl polský elektrotechnik, podnikatel a vynálezce, přezdívaný „polský Edison“..

## Život
Narodil se do polské rodiny českého původu, jeho otec Karol Pollak st. (1818–1880) se narodil v Brně. Do roku 1922 pracoval v Londýně, Berlíně a Paříži. V Berlíně vystudoval elektrotechniku.
S manželkou Marcelou, roz. Wścieklica, provd. Abakanowicz (1858–1933) měl syna Karola (1890–??).

## Dílo
Založil továrny na výrobu akumulátorů ve Frankfurtu nad Mohanem a Vídni, po návratu do Polska se roku 1923 rozhodující měrou podílel na zahájení výroby akumulátorů v Bělé.
Za své objevy získal na Světové výstavě v Paříži 1889 stříbrnou medaili a celkem obdržel 98 patentů. Věnoval se především výzkumu galvanických článků a akumulátorů. Mezi jeho objevy patří např. olověné jádro s žebrováním, různé konstrukce a technologické postupy výroby akumulátorů; byl mj. držitelem patentu na výrobu olověných akumulátorů. Jako první navrhoval použití usměrňovacího diodového můstku, později známého jako Graetzův můstek. V roce 1896 vynalezl elektrolytický kondenzátor.